# Christina Eklund
Christina Eklund-Olsson (* 19. Januar 1970 in Charlottenberg) ist eine ehemalige schwedische Biathletin.
Christina Eklund ist die Zwillingsschwester von Catarina Eklund. Sie lebt in Torsby und startete für den örtlichen Verein Skidklubben Bore. Eklund begann 1986 mit dem Biathlonsport, nahm erstmals im Rahmen der Weltmeisterschaften 1991 in Lahti an einer internationalen Biathlonmeisterschaft teil und wurde 24. des Sprints. Mit Carolin Hilden, Inger Björkbom und ihrer Schwester erreichte sie zudem im Mannschaftsrennen den fünften Platz. 1992 gehörte sie in Albertville zu den ersten weiblichen Teilnehmern an Biathlonwettkämpfen bei Olympischen Winterspielen. Zum Einsatz kam die Schwedin in zwei der drei möglichen Rennen. Im Sprint wurde sie 57., im Staffelrennen als Startläuferin mit Inger Björkbom und Mia Stadig Sechste. Bei den zwischenolympischen Weltmeisterschaften 1993 in Borowetz erreichte sie im Sprint mit Platz neun ihr bestes internationales Einzelresultat. Zudem wurde sie 31. des Einzels. Mit Eva-Karin Westin, Maria Schylander und ihrer Schwester wurde sie Siebte im Staffelrennen sowie an der Seite von Heléne Dahlberg, Eva-Karin Westin und ihrer Schwester Neunte im Mannschaftsrennen. In der Saison 1992/93 erreichte Eklund zudem als Neunte eines Sprints in Oberhof ihr bestes Weltcup-Ergebnis. Platzierungen in den Punkterängen blieben im Verlauf ihrer Karriere Seltenheit. Zum letzten Höhepunkt ihrer Karriere wurde die Teilnahme an den Olympischen Winterspielen 1994 in Lillehammer, wo Eklund erneut in zwei Rennen zum Einsatz kam. Im Sprint wurde die Schwedin 67., im Einzel 58. Nach den Spielen beendete sie ihre Karriere.

## Biathlon-Weltcup-Platzierungen
Die Tabelle zeigt alle Platzierungen (je nach Austragungsjahr einschließlich Olympische Spiele und Weltmeisterschaften).
- 1.–3. Platz: Anzahl der Podiumsplatzierungen
- Top 10: Anzahl der Platzierungen unter den ersten zehn (einschließlich Podium)
- Punkteränge: Anzahl der Platzierungen innerhalb der Punkteränge (einschließlich Podium und Top 10)
- Starts: Anzahl gelaufener Rennen in der jeweiligen Disziplin
- Staffel: inklusive Mixed-Staffel

| Platzierung | Einzel | Sprint | Verfolgung | Massenstart | Team | Staffel | Gesamt |
| --- | ------ | ------ | ---------- | ----------- | ---- | ------- | ------ |
| 1. Platz |        |        |            |             |      |         |        |
| 2. Platz |        |        |            |             |      |         |        |
| 3. Platz |        |        |            |             |      |         |        |
| Top 10 |        | 2      |            |             | 2    | 3       | 7      |
| Punkteränge | 1      | 3      |            |             | 2    | 3       | 9      |
| Starts | 10     | 13     |            |             | 2    | 3       | 28     |
| Stand: Karriereende, inklusive Olympischer Spiele und Weltmeisterschaften, Daten möglicherweise nicht komplett |        |        |            |             |      |         |        |